# Geunom-eun heug-yeomnyong
Geunom-eun heug-yeomnyong (그놈은 흑염룡?; lett. "Lui è il drago nero"), anche nota con il titolo internazionale My Dearest Nemesis, è una serie televisiva sudcoreana trasmessa su tvN dal 17 febbraio al 24 marzo 2025, tratta dall'omonimo webtoon di Hye Jin-yang.

## Trama
Baek Soo-jung e Ban Joo-yeon si conoscono attraverso un gioco online mentre frequentano la scuola. Si incontrano nella vita reale soltanto sedici anni dopo come impiegati dei grandi magazzini Yongseong – lei come responsabile del team di pianificazione, e lui come suo capo.

## Personaggi e interpreti
- Baek Soo-jung, interpretata da Moon Ga-young
- Ban Joo-yeon, interpretato da Choi Hyun-wook e Moon Woo-jin (da bambino)
- Seo Ha-jin, interpretata da Im Se-mi
- Kim Shin-won, interpretato da Kwak Si-yang